# Діаспора Південного Судану в Канаді
Діаспора Південного Судану в Канаді — мешканці Канади південно-суданського походження або південносуданці, які мають Громадянство Канади. До південносуданських канадців також можна віднести дітей, народжених у Канаді, одним з батьків канадцем і південним суданцем. Південносуданські канадці емігрували до Канади в 1980-х та 1990-х роках як біженці Другої громадянської війни в Судані.

## Видатні особистості
- Бол Конг (Bol Kong), професійний баскетболіст
- Тут Руах (Tut Ruach), професійний баскетболіст
- Мангісто Ароп (Mangisto Arop), професійний баскетболіст
- Еммануель Джал (Emmanuel Jal), музикант, актор, колишній солдат та політичний діяч
- Адонго Агада Чам (Adongo Agada Cham)

## Дивись також
- Південний Судан
- Діаспора Південного Судану
- Діаспора Південного Судану в Австралії